# Ломкие сайты хромосом

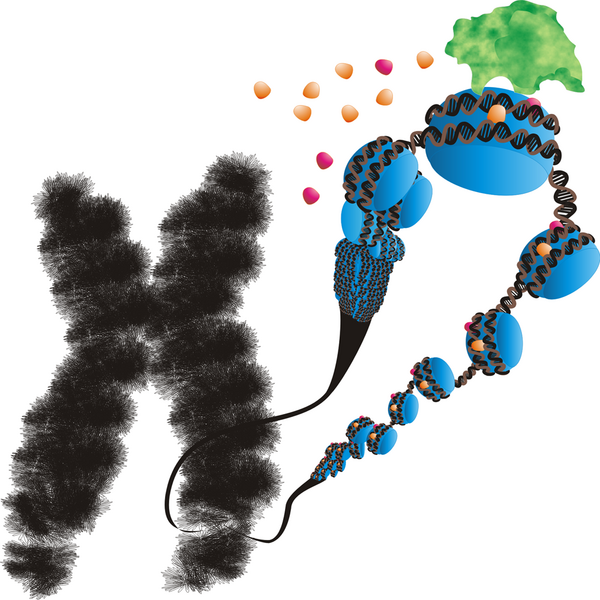
Схематическое изображение ломкого сайта FRAXA, связанного с синдромом Мартина — Белл

Ломкие сайты хромосом, или фрагильные сайты (от англ. fragile — ломкий, хрупкий) — участки хромосом человека, склонные к образованию разрывов, которые выявляются при цитогенетическом анализе препаратов метафазных хромосом. Различают редкие, или наследуемые, и обычные, или конститутивные, ломкие сайты. Ломкие сайты имеются во всех хромосомах человека, в целом их насчитывается около сотни. Молекулярная природа этого явления ещё не известна.

## Номенклатура
Ломкие сайты обозначают в соответствии с тем, в каком хромосомном сегменте они находятся, например, ломкий сайт, ассоциированный с синдромом Мартина — Белл, имеет обозначение fra(X)(q27.3). Кроме того, существуют названия для ломких сайтов, утверждаемые комитетом по номенклатуре HUGO. Например, вышеупомянутый ломкий сайт  fra(X)(q27.3) имеет название FRAXA, что означает «ломкий сайт на хромосоме X в локусе А», причём буква «А» означает, что это был первый описанный ломкий сайт для хромосомы Х.

## Наследуемые сайты ломкости
Явление повышенной ломкости хромосом в определённых сайтах было обнаружено в 70-х годах XX века. При цитогенетическом анализе метафазных хромосом у некоторых индивидов было обнаружено, что в большинстве проанализированных клеток один и тот же участок хромосом имел разрыв или пробел в окрашивании. Частота встречаемости отдельных ломких сайтов в популяции не превышает обычно 5 %. Для наследуемых ломких сайтов характерно менделевское наследование. Выявлению большей части наследуемых ломких сайтов способствует культивирование клеток in vitro в среде, обеднённой фолиевой кислотой.
Большинство наследуемых фрагильных сайтов не связано с какой-либо клинически значимой патологией, кроме наследуемого сайта ломкости FRAXA, который наблюдается у больных синдромом хрупкой Х-хромосомы (Синдром Мартина — Белл). До развития молекулярно-генетических методов диагноз у пациентов с синдромом Мартина — Белл верифицировали по наличию ломкого сайта в локусе Xq27.3. Наследуемый фрагильный сайт FRAXA находится в 5'-нетранслирумой области гена FMR1 и содержит повтор из триплетов ЦГГ. Аномальная длина этого повтора у больных вызывает гиперметилирование промотора гена FMR1 и, как следствие, нарушение экспрессии гена.

## Конститутивные фрагильные сайты
Конститутивные фрагильные сайты — это разрывы и пробелы в окрашивании хромосом, которые появляются в определённых хромосомных сайтах в клетках у всех людей при умеренном репликативном стрессе, например, при применении в небольших концентрациях ингибиторов репликации ДНК. Это гораздо более обширный класс фрагильных сайтов по сравнению с наследуемыми сайтами.
Конститутивные фрагильные сайты вызывают особенный интерес, потому что они являются «горячими точками» для хромосомных перестроек при различных раковых заболеваниях. Наиболее ярким примером является ломкий сайт FRA3B, располагающийся в хромосомном сегменте 3p14.2. Этот ломкий сайт находится в гене-супрессоре опухолевого роста FHIT, который часто утрачивается в опухолях различных локализаций, включая раки кишечника, головы-шеи, лёгких и раке молочной железы.
Природа явления ломкости хромосом до конца не изучена. Известно, что конститутивные фрагильные сайты обычно ассоциированы с позднореплицирующимся хроматином. Они нередко находятся в пределах очень длинных генов (около 1 млн пар оснований и более), таких как FHIT и WWOX. Многие обычные сайты ломкости являются тканеспецифичными. Недавние исследования связывают ломкость хромосом с дефицитом сайтов инициации репликации в этих районах. Предполагают, что недостаточность сайтов инициации в конце S-фазы клеточного цикла может приводить к локальной незавершенности процесса репликации при репликативном стрессе и формировании в некоторых случаях двунитевого разрыва ДНК.